# كينيدي سيلفا ريس
كينيدي سيلفا ريس (بالبرتغالية: Kenedy Silva Reis‏) المعروف باسم كينينيا (بالبرتغالية: Keninha‏) (ولد في 25 نوفمبر 1985) لاعب خط الوسط المهاجم.

## المسيرة الرياضية
كينينيا لعب في عدة أندية في غوياس وساو باولو وغيرها من الولايات وصولا إلى أتلتيكو غويانيينسي. في يناير 2013 وقع عقدًا لمدة 6 أشهر مع السيلية القطري.